# Kaoru Yachigusa
Kaoru Yachigusa (八千草 薫 Yachigusa Kaoru?, n. 6 ianuarie 1931, Prefectura Osaka, Japonia – d. 24 octombrie 2019, Tōkyō, Japonia) a fost o actriță japoneză. Numele ei adevărat a fost Hitomi Matsuda (松田 瞳 Matsuda Hitomi?) și apoi a devenit Hitomi Taniguchi (谷口 瞳 Taniguchi Hitomi?) după căsătoria ei cu regizorul Senkichi Taniguchi (1912-2007) în 1957.

## Biografie
Kaoru Yachigusa s-a născut pe 6 ianuarie 1931 în prefectura Osaka și avea doi ani când a rămas orfană de tată. Casa ei a ars într-un raid aerian din august 1945, cu o săptămână înainte de sfârșitul celui de-al Doilea Război Mondial, când Kaoru avea vârsta de 14 ani. Păpușa ei mult iubită a fost transformată în cenușă și ea a scris mai târziu: „am avut impresia că am ars eu-însuși”.
În ciuda naturii sale rezervate, Kaoru Yachigusa a aspirat să devină actriță și și-a realizat visul în 1947 prin angajarea sa în cadrul companiei teatrale de revistă Takarazuka. A debutat în film în anul 1951, când a devenit actriță a companiei Toho. Nu s-a făcut remarcată în primii ani, în ciuda faptului că a jucat roluri principale precum cel al fiicei unui samurai de rang înalt care este prea mândră pentru a-și arăta sentimentele față de un tânăr samurai pe care-l consideră a avea un rang inferior în filmul Kenka kago (1953) al lui Taizō Fuyushima. Filmul Tabi wa soyokaze al lui Hiroshi Inagaki, în care ea a jucat alături de Tomoemon Ōtani, i-a făcut pe conducătorii companiei Toho că frumusețea ei virginală ar putea reprezenta o atracție în plan internațional.
Actrița a fost distribuită în rolul Otsu în trilogia lui Hiroshi Inagaki dedicată lui Miyamoto Musashi (Legenda lui Musashi în 1954, Duel în Ichijoji în 1955 și The Way of Light în 1956), unde a jucat alături de Toshirō Mifune și a întruchipat femeia inocentă care se sacrifică din dragoste, și a fost aleasă, de asemenea, pentru a interpreta rolul Madame Butterfly, într-o adaptare italo-japoneză a operei lui Giacomo Puccini în regia lui Carmine Gallone. A jucat apoi, alături de Shirley Yamaguchi, în coproducția internațională Byaku fujin no yoren (1956), regizată de Shirō Toyoda. În ciuda faptului că Cio-Cio-San și Byaku fujin no yoren nu au avut succes pe piața internațională, Kaoru Yachigusa a devenit foarte cunoscută, ceea ce i-a permis să obțină roluri importante în filmele populare de la sfârșitul anilor 1950.
S-a căsătorit în 1957 cu regizorul Senkichi Taniguchi, care era cu aproape 20 de ani mai în vârstă și fusese căsătorit anterior cu scenarista Yōko Mizuki și cu actrița Setsuko Wakayama. Yachigusa și Taniguchi au rămas împreună timp de 50 de ani până la moartea regizorului în octombrie 2007. Căsătoria lor a fost fericită și nu a dăunat carierei de succes a actriței.
Yachigusa a apărut în numeroase filme, seriale de televiziune și piese de teatru în care a întruchipat cel mai adesea fete tinere gingașe și ascultătoare, apoi figuri materne ideale, iar, mai târziu, serialul de televiziune Kishibe no arubamu din 1977 i-a permis totuși să schimbe registrul cu rolul unei femei căsătorite care avea o aventură cu un bărbat mai tânăr. Un alt rol cunoscut este cel al soției ideale a samuraiului Einosuke Kurihara (interpretat de Keiju Kobayashi) în filmul Samurai (1965), regizat de Kihachi Okamoto, care urmărește o serie de acțiuni din perioada Restaurării Meiji (1860). A continuat să joace cu succes în filme și în seriale de televiziune mult timp după ce cariera lui Taniguchi a început să se stingă la începutul anilor 1970.
Decorată cu Medalia de Onoare cu panglică violetă în 1997 și cu Ordinul Soarelui Răsare cl. a IV-a în 2003, Kaoru Yachigusa era încă activă la vârsta de 80 de ani, având o carieră întinsă pe parcursul a șase decenii. Și-a îngrijit cu devotament soțul atuci când sănătatea acestuia a început să se deterioreze la sfârșitul anilor 1990. Taniguchi a decedat în octombrie 2007.
În februarie 2019 ea a anunțat că fusese diagnosticată cu cancer și că urma un tratament. A murit de cancer pancreatic la 24 octombrie 2019, la vârsta de 88 de ani, într-un spital din Tokyo.

## Filmografie

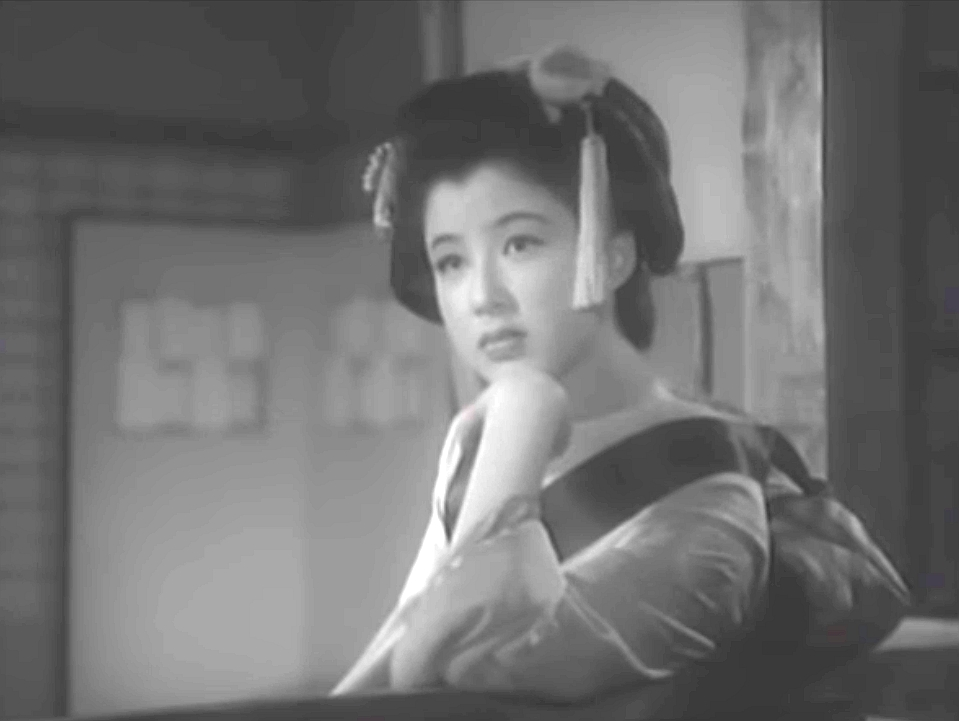
Kaoru Yachigusa în Voyage sous la brise (1953).

### Filme de cinema
- 1951: Madame Takarazuka (宝塚夫人 Takarazuka fujin?), regizat de Motoyoshi Oda
- 1951: Mokka ren'ai-chū (目下恋愛中?), regizat de Kunio Watanabe
- 1952: Mukashibanashi horumon monogatari (昔話ホルモン物語?), regizat de Rokuya Uchimura
- 1953: Ichitō shain : Santō jūyaku kyōdai hen (一等社員 三等重役兄弟篇?), regizat de Kōzō Saeki
- 1953: Sen-hime (千姫?), regizat de Akira Nobuchi
- 1953: Monsieur Pû (プーサン Pū-san?), regizat de Kon Ichikawa
- 1953: Voyage sous la brise (旅はそよ風 Tabi wa soyokaze?), regizat de Hiroshi Inagaki[5]
- 1953: Kinsan torimonochō: Nazo no ningyōshi (金さん捕物帖 謎の人形師?), regizat de Nobuo Nakagawa - Ohikari[15]
- 1953: Kappa rokujūshi (かっぱ六銃士?), regizat de Torajirō Saitō[15]
- 1953: Kenka kago (喧嘩駕籠?), regizat de Taizō Fuyushima - fiica unui samurai de rang înalt[6]
- 1953: Feux pour attirer les moustiques (誘蛾燈 Yūgatō?), regizat de Kajirō Yamamoto[6]
- 1954: Koyoi hito yoru o (今宵ひと夜を?), regizat de Yasuki Chiba
- 1954: Wakai hitomi (若い瞳?), regizat de Hideo Suzuki
- 1954: La Légende de Musashi (宮本武蔵 Miyamoto Musashi?), regizat de Hiroshi Inagaki - Otsu[16]
- 1954: Cio-Cio-San (Madama Butterfly), regizat de Carmine Gallone - Madame Butterfly[5]
- 1955: Duel à Ichijoji (続宮本武蔵 一乗寺の決闘 Zoku Miyamoto Musashi : Ichijōji no kettō?), regizat de Hiroshi Inagaki - Otsu[17]
- 1955: Natsume Soseki no Sanshiro (夏目漱石の三四郎?), regizat de Nobuo Nakagawa
- 1956: La Voie de la lumière (宮本武蔵完結編 決闘巌流島 Miyamoto Musashi kanketsuhen : Kettō Ganryūjima?), regizat de Hiroshi Inagaki - Otsu[18][19]
- 1956: Hesokuri shachō (へそくり社長?), regizat de Yasuki Chiba[19]
- 1956: Rangiku monogatari (乱菊物語?), regizat de Senkichi Taniguchi
- 1956: Zoku hesokuri shachō (続へそくり社長?), regizat de Yasuki Chiba[20]
- 1956: Aijō no kessan (愛情の決算?), regizat de Shin Saburi[21][22]
- 1956: L'Étrange amour de la femme blanche (白夫人の妖恋 Byaku fujin no yoren?), regizat de Shirō Toyoda[5]
- 1956: Jun'ai (殉愛?), regizat de Hideo Suzuki
- 1956: Yonimo omoshiroi otoko no isshō : Katsura Harudanji (世にも面白い男の一生 桂春団治?), regizat de Keigo Kimura
- 1957: Pays de neige (雪国 Yukiguni?), regizat de Shirō Toyoda - Yōko
- 1957: Ikiteiru Koheiji (生きている小平次?), regizat de Nobuo Aoyagi[23]
- 1957: Atarashī sebiro (新しい背広?), regizat de Masanori Kakei[24]
- 1958: Zenigata Heiji torimono hikae : Hachinin no hanayome (銭形平次捕物控 八人の花嫁?), regizat de Katsuhiko Tasaka
- 1958: Jours de congé à Tokyo (東京の休日 Tōkyō no kyūjitsu?), regizat de Kajirō Yamamoto
- 1958: Gendai mushuku (現代無宿?), regizat de Tatsuo Ōsone
- 1958: Nezumi Kozo part en voyage (旅姿鼠小僧 Tabisugata Nezumi Kozō?), regizat de Hiroshi Inagaki
- 1958: Kenka taiheiki (喧嘩太平記?), regizat de Shigehiro Ozawa
- 1958: Dai Edo sen ryōsai (大江戸千両祭?), regizat de Nobuo Aoyagi
- 1958: Nuregami kenpō (濡れ髪剣法?), regizat de Bin Katō
- 1958: Yajikita dōchū sugoroku (弥次喜多道中記夫婦篇 弥次喜多道中双六?), regizat de Yasuki Chiba
- 1959: Gurama-tō no yūwaku (グラマ島の誘惑?), regizat de Yūzō Kawashima
- 1959: Le Singe-pèlerin (孫悟空 Songokū?), regizat de Kajirō Yamamoto
- 1959: Mori no Ishimatsu yūrei dōchū (森の石松幽霊道中?), regizat de Kōzō Saeki
- 1959: Yari hitosuji Nippon hare (槍一筋日本晴れ?), regizat de Nobuo Aoyagi
- 1960: Gasu ningen dai ichigo (ガス人間第一号?), regizat de Ishirō Honda
- 1963: Nouvelle relation matrimoniale (新・夫婦善哉 Shin meoto zenzai?), regizat de Shirō Toyoda
- 1964: Kon'nichiwa akachan (こんにちは赤ちゃん?), regizat de Shūe Matsubayashi
- 1964: Danchi : Nanatsu no taizai (団地七つの大罪?), regizat de Yasuki Chiba și Masanori Kakei
- 1965: Samouraï (侍 Samurai?), regizat de Kihachi Okamoto - Mitsu[25]
- 1964: La Légende des yakuzas (日本侠客伝 Nihon kyōkakuden?), regizat de Masahiro Makino
- 1965: Tristesse et beauté (美しさと哀しみと Utsukushisa to kanashimi to?), regizat de Masahiro Shinoda
- 1965: Shinobi no mono : Iga-yashiki (忍びの者 伊賀屋敷?), regizat de Kazuo Mori
- 1965: Akumyō muteki (悪名無敵?), regizat de Tokuzō Tanaka
- 1966: Daisatsujin orochi (大殺陣 雄呂血?), regizat de Tokuzō Tanaka
- 1967: Koto yūshū: Ane imōto (古都憂愁 姉いもうと?), regizat de Kenji Misumi
- 1971: Asagiri (朝霧?), regizat de Kenji Yoshida
- 1972: Otoko wa tsurai yo: Torajirō yumemakura (男はつらいよ 寅次郎夢枕?), regizat de Yōji Yamada - Chiyo
- 1974: Cache-cache pastoral (田園に死す Den'en ni shisu?), regizat de Shūji Terayama
- 1975: Afurika no tori (アフリカの鳥?), regizat de Tadahiko Isomi
- 1976: Zone stérile (不毛地帯 Fumō chitai?), regizat de Satsuo Yamamoto
- 1976: Hoshi to arashi (星と嵐?)
- 1978: Burū Kurisumasu (ブルークリスマス?), regizat de Kihachi Okamoto
- 1979: Eireitachi no oenka: saigo no sōkeisen (英霊たちの応援歌?), regizat de Kihachi Okamoto
- 1987: Hachikō Monogatari (ハチ公物語 Hachikō monogatari?), regizat de Seijirō Kōyama - Shizuko Ueno
- 1992: Itsuka dokokade (いつか　どこかで?), regizat de Kazumasa Oda
- 1996: Miyazawa Kenji sono ai (宮澤賢治 －その愛－?), regizat de Seijirō Kōyama
- 2000: Tengoku made no hyaku mairu (天国までの百マイル?), regizat de Yoshiki Hayakawa
- 2001: Satorare (サトラレ?), regizat de Katsuyuki Motohiro
- 2003: Ashura no gotoku (阿修羅のごとく?), regizat de Yoshimitsu Morita
- 2005: Kōshōnin Mashimo Masayoshi (交渉人 真下正義?), regizat de Katsuyuki Motohiro
- 2007: Shaberedomo shaberedomo (しゃべれどもしゃべれども?), regizat de Hideyuki Hirayama
- 2007: Kimi ni shika kikoenai (きみにしか聞こえない?), regizat de Tatsuya Hagishima
- 2008: Flavor of Happiness (しあわせのかおり Shiawase no kaori?), regizat de Mitsuhiro Mihara
- 2009: Gama no abura (ガマの油?), regizat de Kōji Yakusho
- 2009: Cher docteur (ディア・ドクター Dia dokutā?), regizat de Miwa Nishikawa - Kaduko Torikai
- 2009: Hikidashi no naka no rabu retā (引き出しの中のラブレター?), regizat de Shin'ichi Miki
- 2011: Nichirin no isan (日輪の遺産?), regizat de Kiyoshi Sasabe
- 2012: Ashita ni kakeru ai (明日に架ける愛?), regizat de Hideyuki Katsuki
- 2012: Tsunagu (ツナグ?), regizat de Yūichirō Hirakawa
- 2013: Fune o amu (舟を編む?), regizat de Yūya Ishii - Chie Matsumoto
- 2013: Kujikenaide (くじけないで?), regizat de Yoshihiro Fukagawa
- 2015: Yuzuriha no koro (ゆずり葉の頃?), regizat de Mineko Okamoto

### Filme de televiziune (selecție)
- 1977: Un album sur la berge (岸辺のアルバム Kishibe no arubamu?) (TV)
- 2004: Itoshi Kimi e ~ To The One I Love ~ (愛し君へ?) (TV)

## Dublaj de voce
- 2004-2005: Agatha Christie's Great Detectives Poirot and Marple (アガサ·クリスティーの名探偵ポワロとマープル Agasa Kurisutī no meitantei Powaro to Māpuru?) (serial de animație) - Miss Marple (voce)
- 2014: L'Île de Giovanni (ジョバンニの島 Joban'ni no shima?), regizat de Mizuho Nishikubo - Sawako în vârstă (voce)[26]

## Distincții
Fără o indicație contrară sau complementară, informațiile menționate în această secțiune pot fi confirmate de baza de date IMDb.

### Decorații
- Medalia de Onoare cu panglică purpurie (1997)[27]
- Ordinul Soarelui Răsare cl. a IV-a (2003)[27]

### Premii
- 1965: Premiul pentru cea mai bună actriță în rol secundar la Festivalul de film Asia-Pacific pentru interpretarea din Tristesse et beauté
- 2003: Premiul Nikkan Sports Film pentru cea mai bună actriță în rol secundar pentru interpretarea din Ashura no gotoku
- 2004: Premiul Kinuyo Tanaka[28][29]
- 2009: Premiul Hōchi Film pentru cea mai bună actriță în rol secundar pentru interpretările din Gama no abura, Cher docteur și Hikidashi no naka no rabu retā
- 2010: Premiul Mainichi pentru cea mai bună actriță în rol secundar pentru interpretarea din Cher docteur[30]
- 2010: marele premiu special la Festivalul de Film de la Yokohama[31]

### Nominalizare
- 2004: Premiul Academiei Japoneze de Film pentru cea mai bună actriță în rol secundar pentru interpretarea din Ashura no Gotoku